# Wiesmann (Unternehmen)

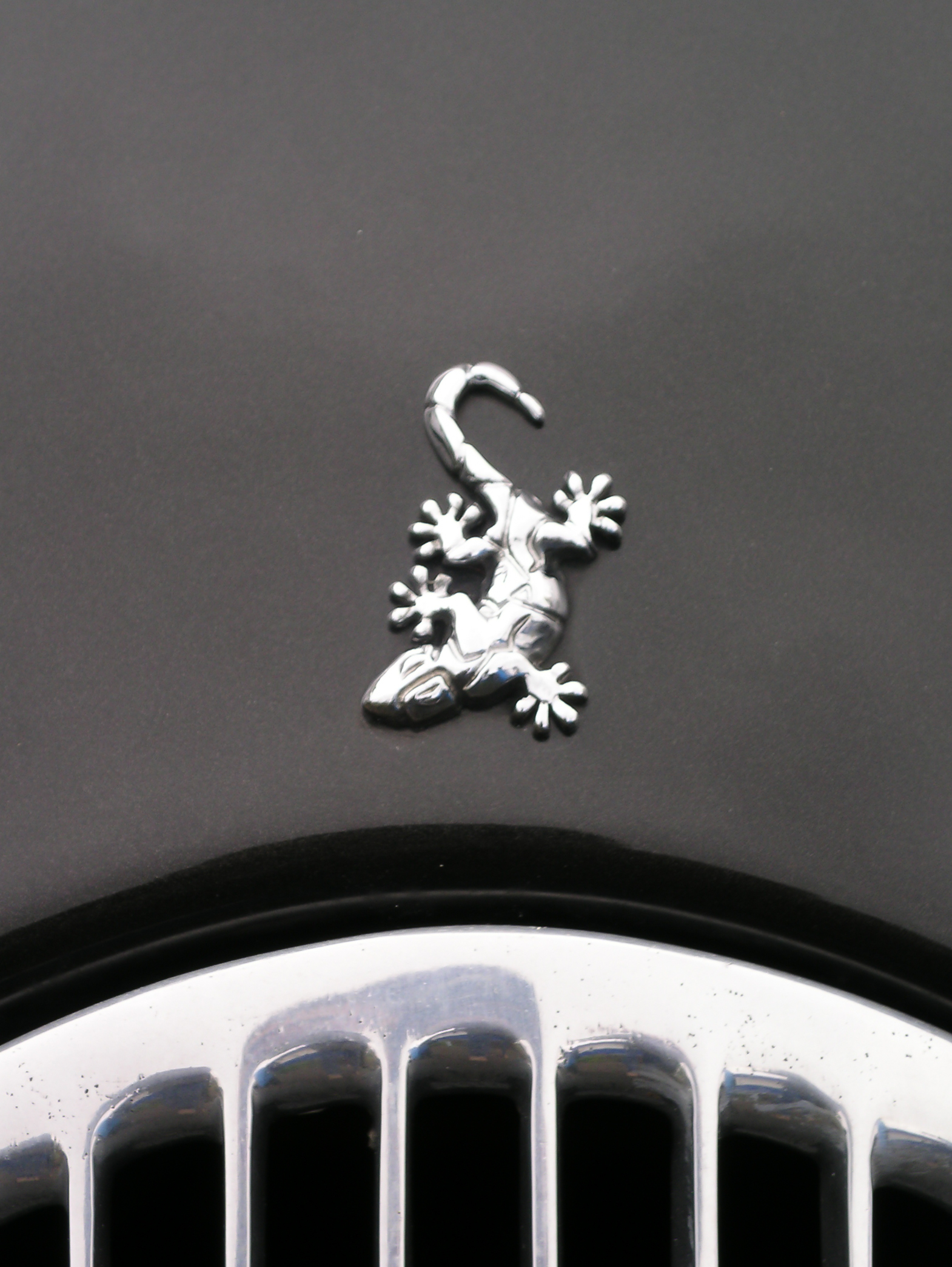
Gecko als Logo auf einer Motorhaube

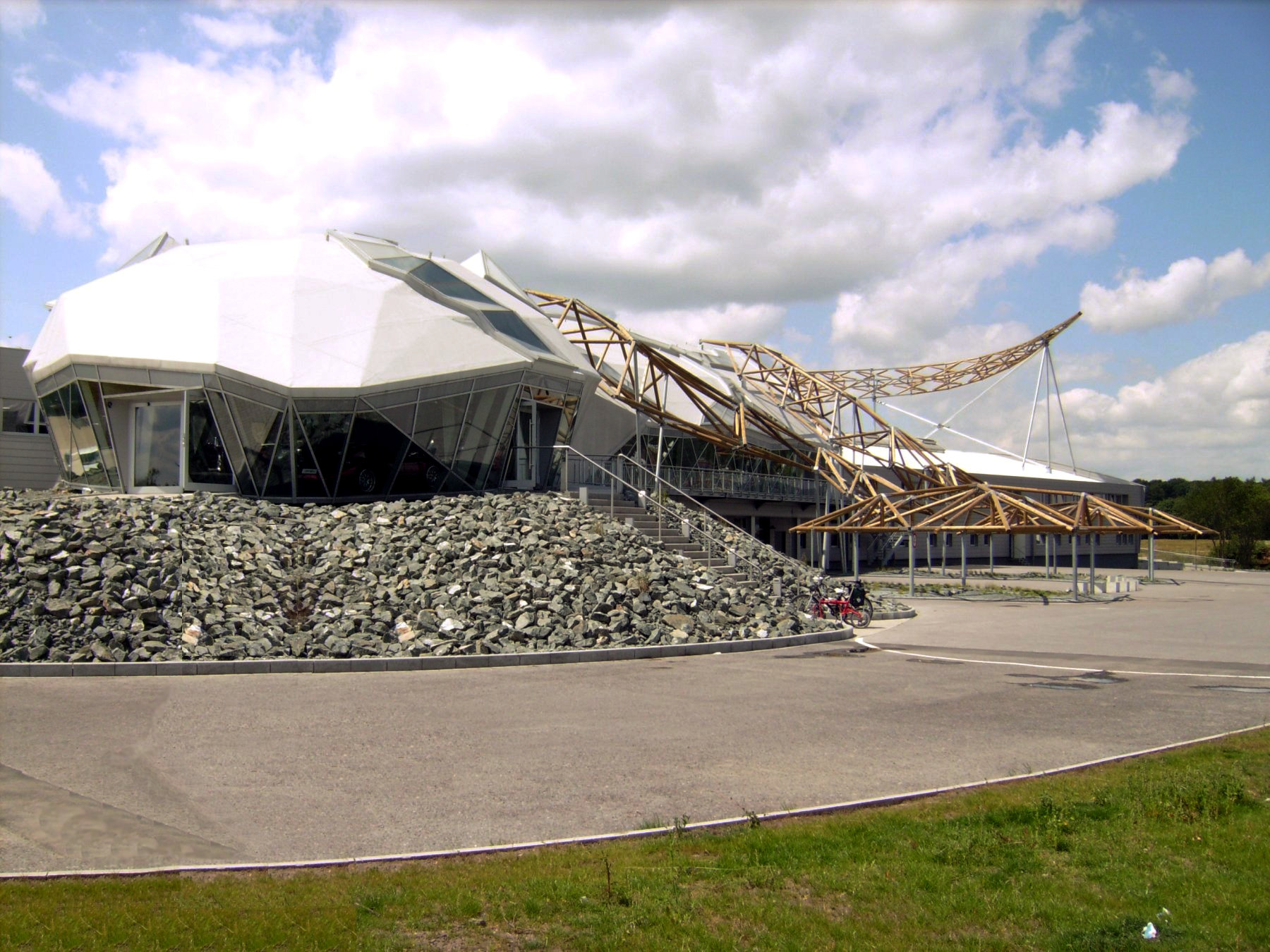
Firmengebäude mit Gecko als Dach 2008

Wiesmann war ein 1988 gegründetes Unternehmen der Automobilfertigung in Dülmen in Westfalen. Unter der Führung der Brüder Friedhelm und Martin Wiesmann produzierte die als Wiesmann GmbH gegründete und später umfirmierte Wiesmann Sports Cars GmbH ab 1988 Hardtops für Cabrios und ab 1993 bis 2013 rund 1600 eigene Roadster-Serienmodelle. Nach Anmeldung einer Insolvenz 2013 wurde das Unternehmen 2014 liquidiert. Die von ihm begründete Automobilmarke Wiesmann erwarb 2016 das Unternehmen Wiesmann Automotive.

## Geschichte

### Gründung 1988
Das Unternehmen wurde 1988 von den Brüdern Friedhelm und Martin Wiesmann gegründet, deren Eltern in Dülmen ein Autohaus besaßen, das ihr älterer Bruder Bernd weiterführte. Bernd Wiesmann beteiligte sich später mit einem kleineren Anteil am neuen Unternehmen der Brüder. Martin Wiesmann fuhr auch Autorennen. Die Brüder verfolgten die Idee, einen klassischen Roadster mit dem Image deutscher Qualitätsarbeit zu bauen. Nach der anfänglichen Produktion von Hardtops wurde 1993 das erste Serienmodell mit einer Karosserie aus glasfaserverstärktem Kunststoff gefertigt, der Roadster MF30 als offener Zweisitzer mit Faltdach und 231 PS Motorleistung. Die  Idee des Geckos als Logo ist, dass die Fahrzeuge „auf der Straße kleben wie Geckos an der Wand“.
Der nachfolgende MF3 hatte bei gleichem Chassis höhere Leistungswerte. Nach zwölf Jahren Bau ausschließlich offener Fahrzeuge wurde 2003 auf der IAA erstmals ein geschlossenes Modell vorgestellt, der GT MF4 als Coupé mit zwei Sitzen. Es folgten in den Jahren darauf weitere Modellvarianten.
2003 erwarb Stefan Breuer aus Mitteln vom Verkauf des führenden Lkw-Kupplungs-Herstellers Jost zur finanziellen Stützung des Unternehmens 64 Prozent der Anteile und wurde damit Mehrheitseigentümer. Damit setzte er später durch, dass ein neu errichteter, größerer Produktionsstandort architektonisch sehr attraktiv gestaltet, mit 12 statt 2 Millionen Euro aber auch sechsmal teurer wurde als anfangs geplant und den Gründungseigentümern zum Festpreis angeboten worden war.

### Investition 2007
Die mit viel Glas und unmittelbar neben die neuen Produktionshallen gebauten Ausstellungs- und Verkaufsräume erhielten ein Dach aus einem markanten Holzständerwerk in Form eines überdimensionalen Geckos, dessen Schwanz über das Dach bzw. zwei Beine samt Füßen aus der Fassade hinausragen. Es symbolisiert baulich das Gecko-Logo der Wiesmann-Fahrzeuge. Der Verkaufsraum gestattet durch Fenster auf seiner ganzen Länge (siehe Bild des → Wiesmann Spyder) direkten Einblick in die Produktion. Im Oktober 2007 zog das Unternehmen innerhalb Dülmens vollständig zum neuen Standort um.
Unter den Folgekosten der Großinvestition, allein jährliche Zinsen von über einer Million Euro, litt Wiesmann bald, zumal die Weltfinanzkrise 2007–2008 den Absatz belastete. Um rentabel zu sein, hätten 220 Autos im Jahr verkauft werden müssen. 2010 waren es 200, dann sanken die Verkäufe gar. Den Markteintritt in die USA schätzte man schwierig ein. 2011 kam es infolge von Zahlungs- und damit verbundenen Herstellungsschwierigkeiten nicht zu einem Export nach China und der Herstellung eines SUV-Coupés auf Basis des BMW X6.

### Machtkampf 2012
Am Jahresanfang 2012 benötigte Wiesmann drei Millionen Euro liquider Mittel, die der Düsseldorfer Peter Eßer zur Verfügung stellen wollte. Martin und Bernd Wiesmann sahen durch einen neuen Teilhaber auch die Chance, Mehrheitseigner Breuer zu entmachten. Der vereitelte den Plan jedoch mit eigenen drei Millionen Euro. Sein aus dem Jost-Verkauf ebenso vermögender Bruder hatte ihm die Mittel geliehen, so dass nun fast 18 Millionen Euro Anteile und Darlehen Breuers in Wiesmann steckten, die Lücke gestopft war, freie Mittel für Investition aber weiter fehlten.
Schon im Frühjahr zog sich Friedhelm Wiesmann aus dem operativen Geschäft der Sportwagenmanufaktur zurück und wurde Leiter des Stützpunktes Wiesmann Alps in München. Seinen Bruder Martin Wiesmann setzte Stefan Breuer im Juli 2012 ab und an dessen Stelle Rolf Haferkamp als neuen Geschäftsführer ein.
Am 31. Juli unterzeichnete Haferkamp die letztverfügbare Bilanz. Sie wies zum Jahresende 2010 bei einer Summe von knapp 23 Mio. Euro Verbindlichkeiten von allein knapp 22 Mio. Euro aus, darunter einen ungedeckten Fehlbetrag von 3,7 Mio. Euro. Der PWC-Abschlussprüfvermerk weist „darauf hin, dass der Fortbestand der Gesellschaft durch Risiken bedroht ist“.
Im Juli 2013 schließlich hatte der Sportwagenhersteller Schulden von annähernd 27 Millionen Euro, konnte die Gehälter der 110 Mitarbeiter nicht mehr auszahlen und beendete die Produktion. Bis dahin hatte die Wiesmann GmbH seit 1988 rund 1650 Sportwagen hergestellt.

### Insolvenzantrag 2013
Am 14. August 2013 beantragte die Unternehmensführung beim Amtsgericht Münster ein Insolvenzverfahren.  Das Verfahren wurde durch Beschluss des Amtsgerichts Münster am 1. November 2013 eröffnet. Am 28. November 2013 beantragte die Unternehmensführung die Einstellung des Insolvenzverfahrens wegen „Wegfall des Insolvenzgrundes“. Dieses wurde aber abgelehnt, da tatsächlich die benötigten Finanzmittel nicht vorhanden waren.
Am 10. Januar 2014 lehnten die Gläubiger den Sanierungsplan ab, der vorsah, das bis dahin als GmbH geführte Unternehmen in eine Aktiengesellschaft umzuwandeln. Am Montag, dem 20. Januar 2014, kamen die Wiesmann-Gläubiger erneut zusammen, um sich zu beraten. Nach vierstündiger Beratung veranlassten sie den Insolvenzverwalter, die Liquidation einzuleiten. Am Montag, dem 5. Mai 2014, wurde die Auktion abgeschlossen, in der zuvor die Insolvenzmasse „geteilt in die Pakete Markenrechte, Produktionsanlagen und Waren“ versteigert worden waren.

### Nachfolgeunternehmen

#### Martin Wiesmann (2013)
Bereits seit 2013 bietet Martin Wiesmanns Drehzahl & Momente-Sportwagen GmbH in Münster mit einem Team ehemaliger Wiesmann-Mitarbeiter Reparatur- und Servicearbeiten für Wiesmann-Fahrzeuge an.

#### Wiesmann Automotive (2015)
Am 2. Dezember 2015 entschied die Gläubiger-Versammlung, den Brüdern Roheen und Sahir Berry aus London den Zuschlag zum Erwerb des wesentlichen Teils des Vermögens der Wiesmann GmbH für 5,7 Mio. Euro zu erteilen. Diese kündigten an, weiterhin am Standort Dülmen Sportwagen zu bauen und unter dem Namen Wiesmann Automotive GmbH international zu vermarkten. Dafür solle ein Betrag in zweistelliger Millionenhöhe in die Entwicklung des Standorts fließen. Im Februar 2016 wurde der Erwerb der Markenrechte mit der Übergabe des Grundstücks mit dem Produktionsgebäude samt darin verbliebener Werte abgeschlossen.

#### Friedhelm Wiesmann (2020)
Friedhelm Wiesmann gründete im März 2020 mit Harald und Michael Käs in Welden bei Augsburg den Sportwagen-Kleinserien-Hersteller Boldmen, den er gemeinsam mit Harald Käs führt.

## Modelle
Die Wiesmann-Modelle wurden nach den Vornamen der Firmengründer Martin und Friedhelm Wiesmann mit MF bezeichnet und um die gerundete Zahl des Hubraums in Litern ergänzt, die nur anfangs noch mit 10 multipliziert wurde. Sie gibt somit Aufschluss über die Motorvariante. Geschlossenen Modellen stellte man als übliches Kürzel für Gran Turismo ein GT voran. Insgesamt wurden 1993 bis 2013, ohne die Designstudie Spyder 2010, genau 1599 Fahrzeuge produziert. Die folgenden Abschnitte stellen die einzelnen Modelle in chronologischer Folge dar.

### Roadster MF2x/3x

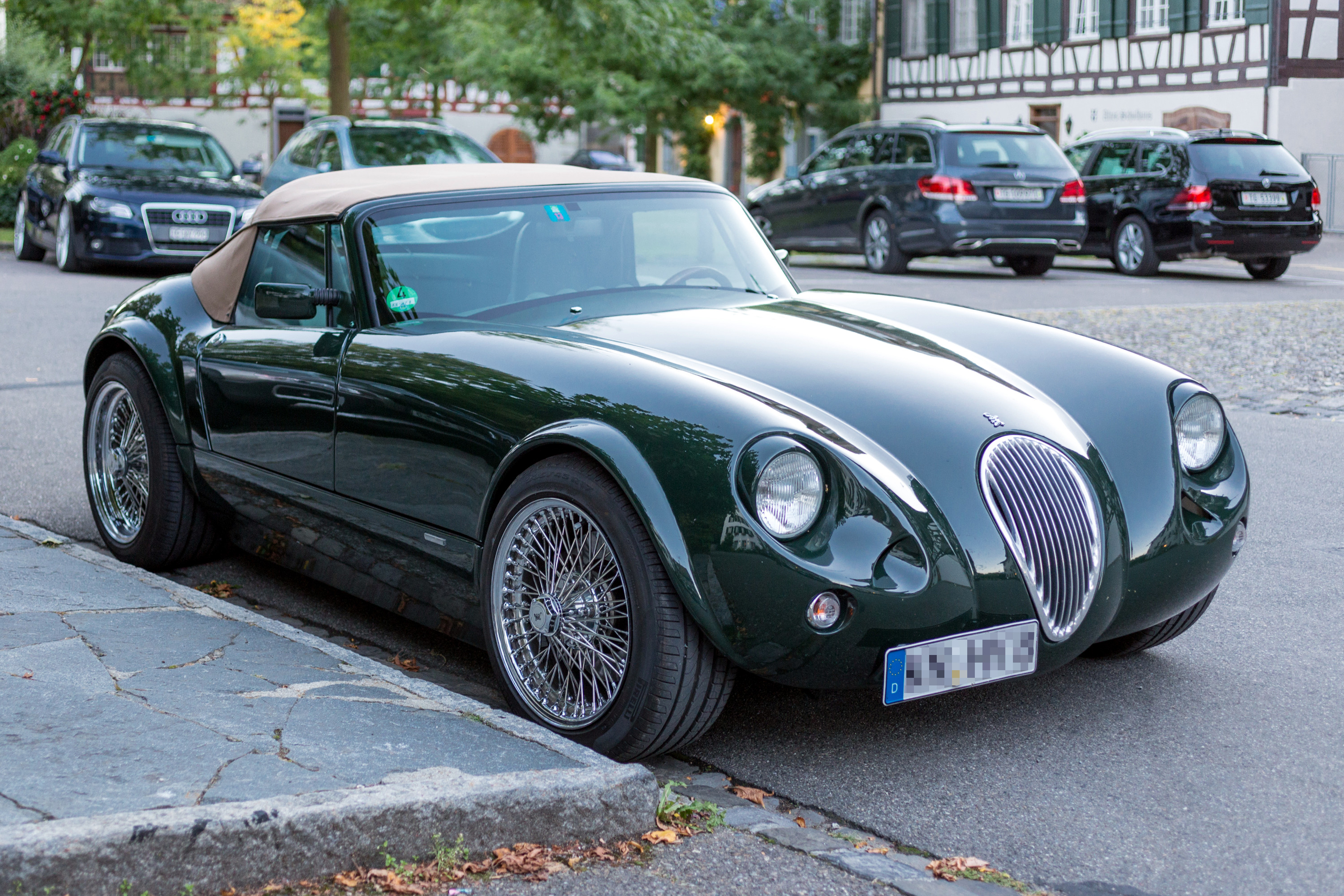
Wiesmann MF Roadster mit klassischen Speichenrädern

Ab 1993 entstanden in den beiden ersten Produktionsjahren insgesamt 11 klassische Roadster, also ein offener Zweisitzer mit Faltdach, vier davon MF25 mit 2,5-Liter- und weitere sieben MF35 mit 3,5-Liter-Antrieb. Das Fahrgestell besteht aus einem mit Aluminium beplankten Gitterrohrrahmen aus feuerverzinktem Stahl und die Karosserie aus einem glasfaserverstärkten Verbundwerkstoff.
Darauf aufbauend war 1995 der Roadster MF28 mit insgesamt 47 Exemplaren die häufigste Motorisierung dieser anfänglichen Modellreihe. Ab dem Jahr 2000 erhielt er als MF30 als Motor den Reihensechszylinder M54B30 von BMW mit 2979 cm³ und einer Nennleistung von 170 kW (231 PS). Die Höchstgeschwindigkeit liegt bei 230 km/h, die Beschleunigung von 0 auf 100 km/h bei 5,9 s. Das Fahrzeug ist 3,86 m lang, 1,75 m breit sowie 1,16 m hoch und hat leer eine Masse von 1080 kg. Hiervon entstanden weitere 26 Fahrzeuge.

### Roadster MF3

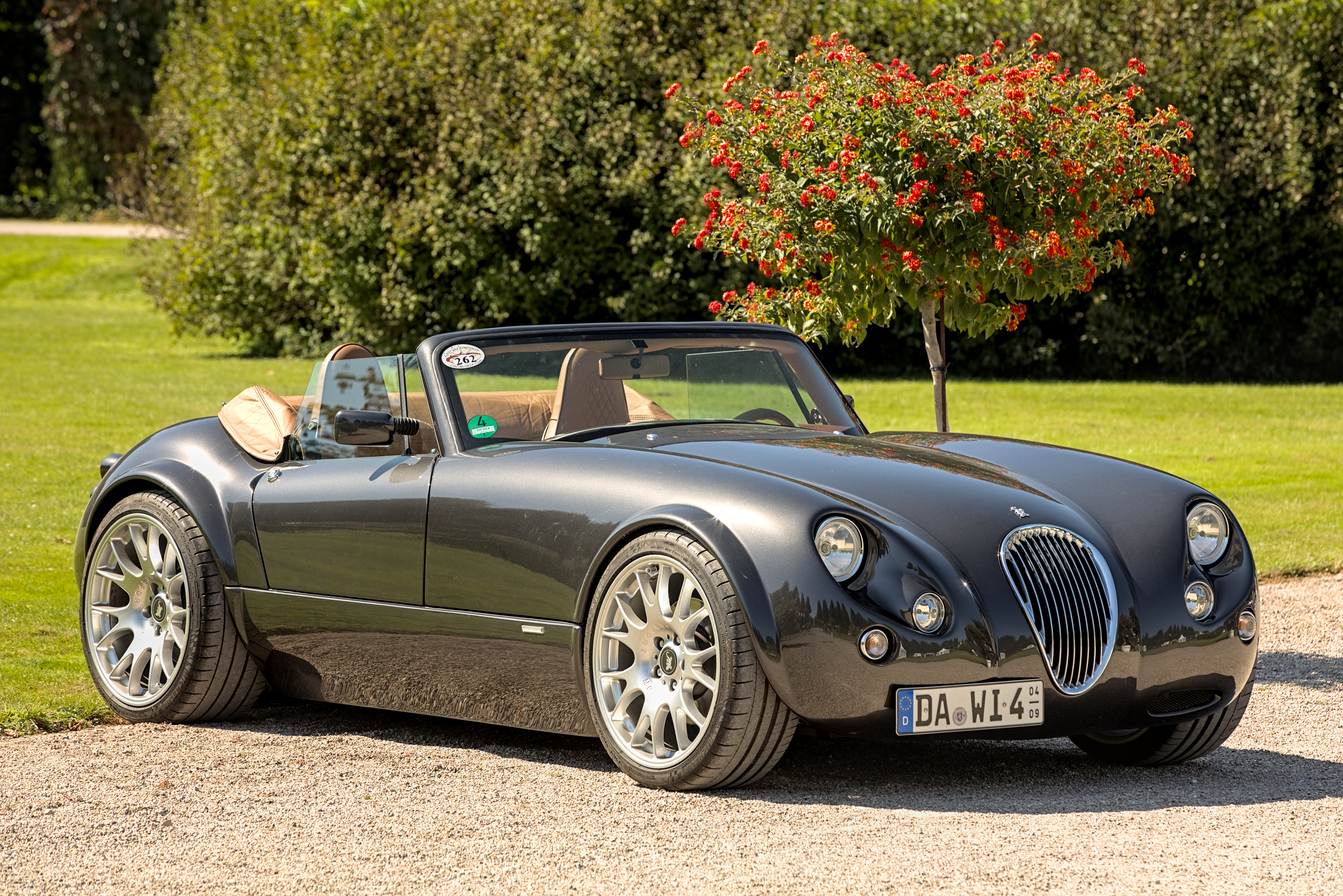
Wiesmann Roadster MF3

Ebenfalls ab 1995 erhielt der MF3 das gleiche Chassis wie der MF30, jedoch mit größerer und stärkerer Motorvariante. Die Reihensechszylindermotoren S50B32 und S54 stammen aus den M3-Modellen des E36 und E46 von BMW. Die Motoren mit 3,2 Liter Hubraum leisten 236 kW (321 PS) bzw. 252 kW (343 PS). Die Beschleunigung von 0 auf 100 km/h liegt bei 6,0 bzw. 4,9 s, die Höchstgeschwindigkeit bei 251 bzw. 255 km/h. Die Abmessungen entsprechen denen des Modells MF30, allerdings ist das Fahrzeug mit nun 1180 kg rund 100 kg schwerer. Der S50B32 wurde bis 2001 mit einem 5-Gang-Schaltgetriebe gebaut, ab 2001 wurde er durch den stärkeren S54 mit einem 6-Gang-Schaltgetriebe ersetzt.
Der MF3 wurde bis 2011 mit insgesamt 826 Stück, also mehr als der Hälfte aller entstandenen Exemplare, und zusammen mit den 84 gewissermaßen baugleichen MF2x/3x sogar 910 Stück die weitaus meistverkaufte Variante.

### GT MF4

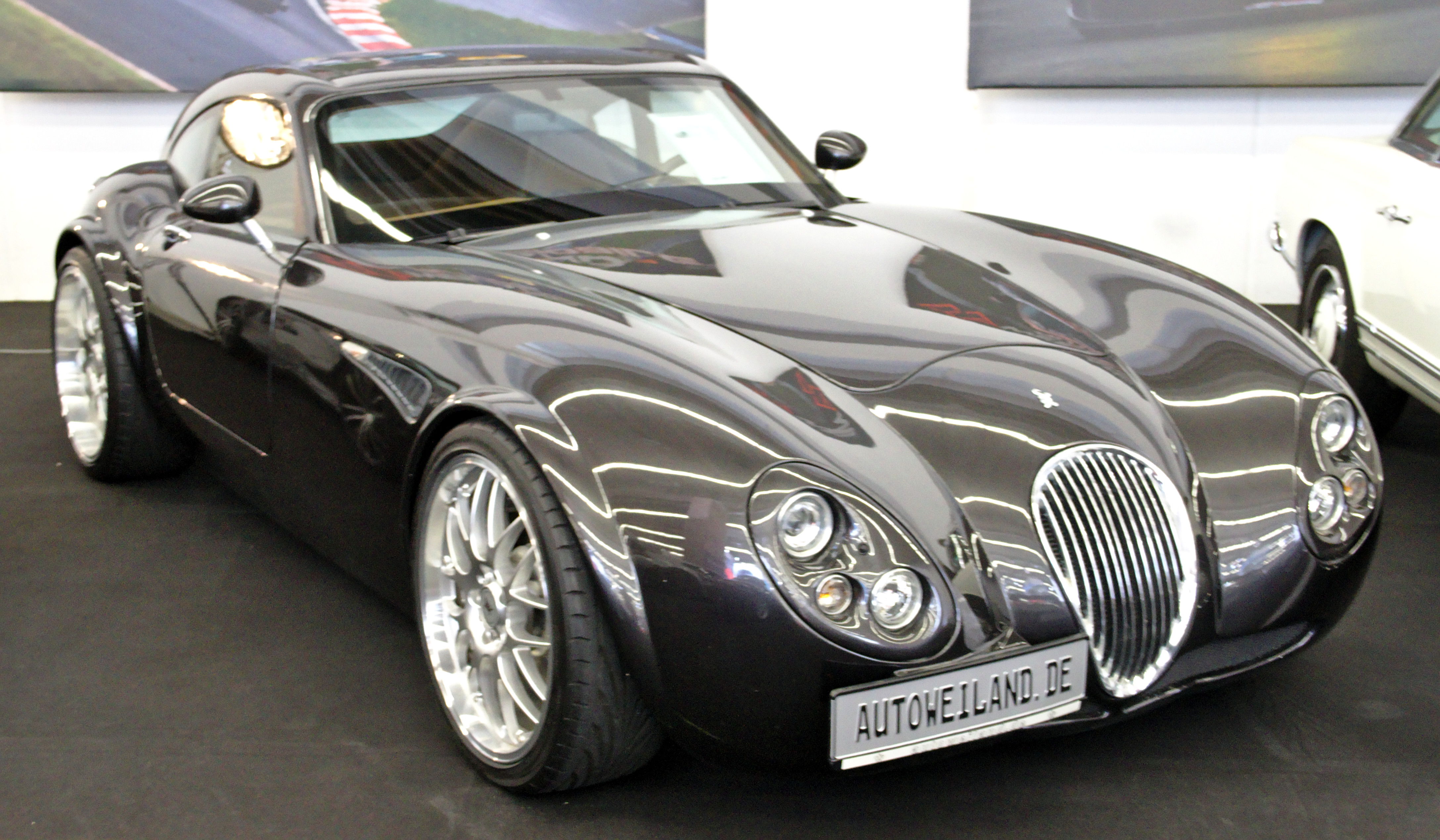
Wiesmann GT MF4

Nach zwölf Jahren Bau ausschließlich offener Fahrzeuge wurde 2005 auf der IAA erstmals ein geschlossenes Modell vorgestellt. Der GT MF4 ist ein Coupé mit zwei Sitzen, das sich in Design, Rahmen und Motorisierung von den Roadstern unterschied. Der GT wurde auf Basis des Sondermodells „Wiesmann-Renn-GT“ entwickelt. Das Chassis ist ein nur 110 kg schweres Aluminium-Monocoque, die Karosserie besteht aus glasfaserverstärktem Verbundwerkstoff. Als Motor wurde in den ersten Jahren der V8-Motor N62B48 von BMW mit einem Hubraum von 4799 cm³ und einer Nennleistung von 270 kW (367 PS) verwendet. Die Höchstgeschwindigkeit liegt bei 290 km/h, die Beschleunigung von 0 auf 100 km/h bei 4,6 s.
Ab 2010 wurde der Wiesmann GT MF4 mit einem BMW V8-Biturbo ausgeliefert (300 kW/407 PS) der auch im 750i/650i/550i eingesetzt ist. Damit erreicht der Sportwagen eine Höchstgeschwindigkeit von 291 km/h und eine Beschleunigung von 0 auf 100 km/h in 4,6 s. Das nur 1385 kg schwere Fahrzeug ist 4,23 m lang, 1,85 m breit und 1,19 m hoch.
Der GT MF4 wurde bis 2013 insgesamt 256 Mal hergestellt und damit knapp vor seinem offenen Pendant MF4 zum zweithäufigsten Wiesmann-Modell.

### GT MF5

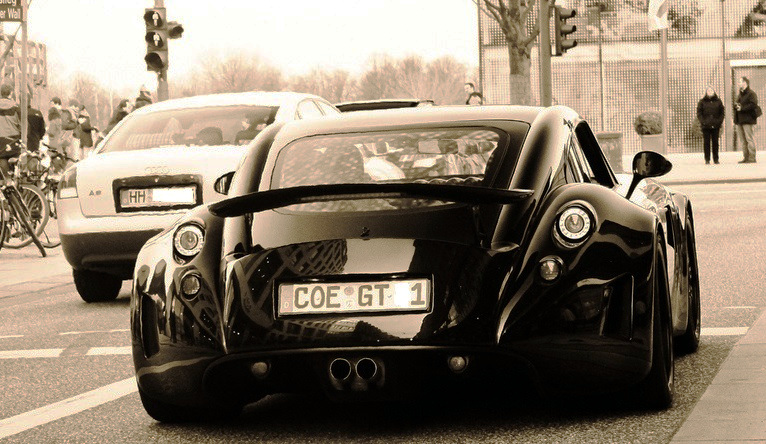
Wiesmann GT MF5

Zur IAA 2007 wurde der GT MF5 mit dem aus dem damaligen M5 und M6 bekannten Fünfliter-V10-Motor (S85) und 373 kW (507 PS) vorgestellt. Später erhielt er den BMW-V8-Twinturbo-Motor mit einem Hubraum von 4,4 Litern und einer Nennleistung von 408 kW (555 PS). Zum GT MF5 gab es ein automatisiertes Siebengang-Schaltgetriebe (SMG) aus dem M5 und dem M6 mit Schaltwippen. Die Stückzahl des GT MF5 blieb bis 2013 mit 78 als einzige Modellreihe zweistellig.

### Roadster MF4

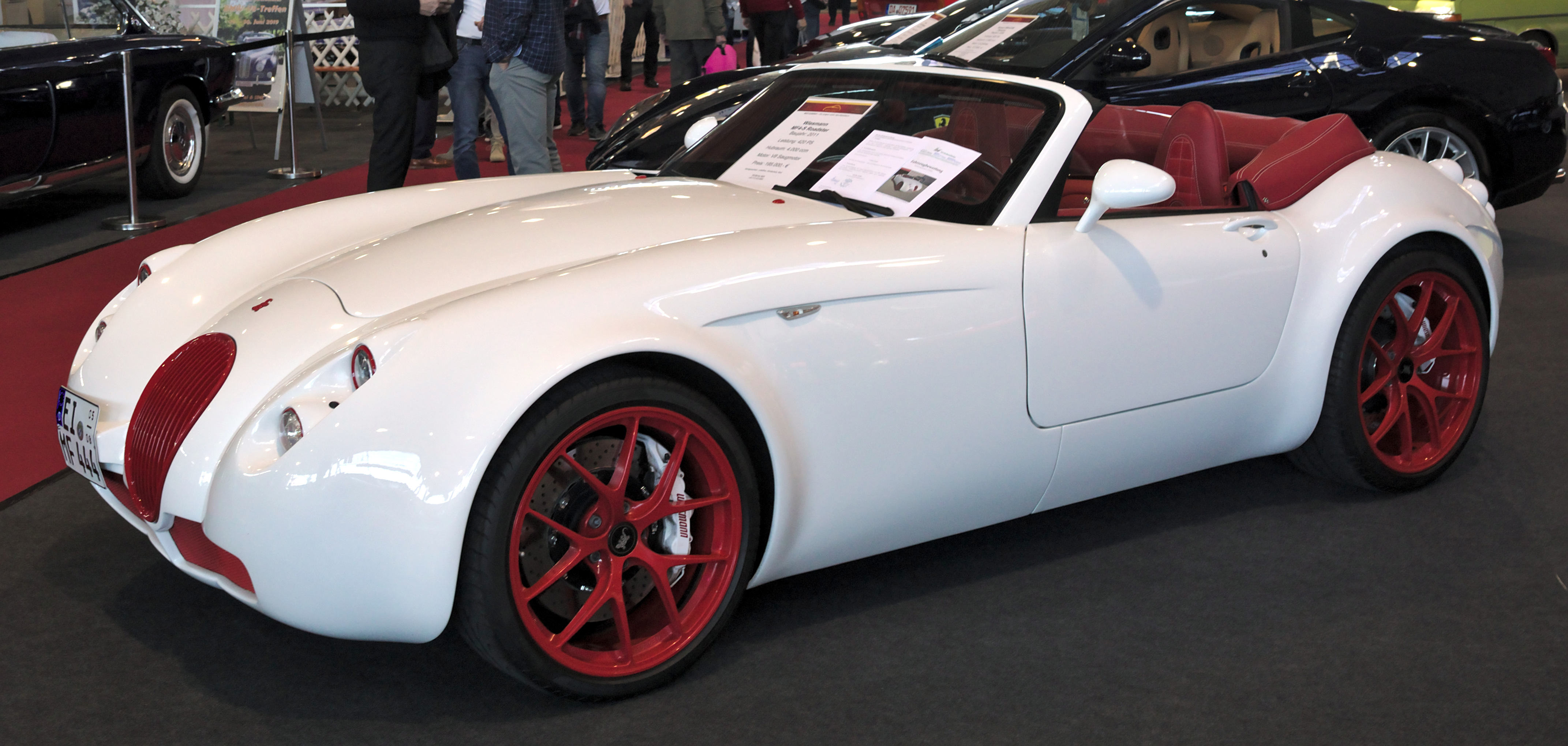
Wiesmann Roadster MF4-S

Der Roadster MF4 wurde auf dem Genfer Auto-Salon 2009 vorgestellt und mit insgesamt 249 Stück fast ebenso oft produziert wie sein geschlossenes Pendant GT MF4.
Er wurde anfangs mit einem BMW-V8-Motor des GT MF4 ausgestattet. Hubraum (4799 cm3) und Nennleistung (270 kW, 367 PS) sind mit diesem gleich und auch die daraus folgenden Werte für die Beschleunigung von 0 auf 100 km/h (4,6 s) sowie die Höchstgeschwindigkeit (290 km/h). Das Fahrzeug ist 4,24 m lang, 1,88 m breit sowie 1,23 m hoch und hat ein Leergewicht von 1316 kg. Es bietet unter anderem durch einen Beifahrerairbag größere Sicherheit als der MF3.
Ab Ende 2010 wurde der Roadster MF4 mit einem BMW V8-Biturbo ausgeliefert (300 kW/407 PS), der aus dem 750i/650i/550i bekannt war. Damit erreicht der Sportwagen eine Höchstgeschwindigkeit von 291 km/h und eine Beschleunigung von 0 auf 100 km/h in 4,6 s. Das Leergewicht beträgt 1390 kg.
Er wurde auch als leistungsstärkere Variante MF4-S mit nur 3999 cm³ und einer Nennleistung von 309 kW (420 PS) produziert. Seine Beschleunigung von 0 auf 100 km/h liegt bei 4,1 s, die Höchstgeschwindigkeit bei 300 km/h. In Kombination mit dem S-Motor gibt es ein Siebengang-Doppelkupplungsgetriebe (DKG). Die Abmessungen entsprechen denen des Grundmodells, jedoch liegt das Leergewicht niedriger als beim Coupé, bei der zum 25-jährigen Firmenjubiläum 2013 angebotenen Clupsport-Version betrug es 1320 kg.

### Roadster MF5

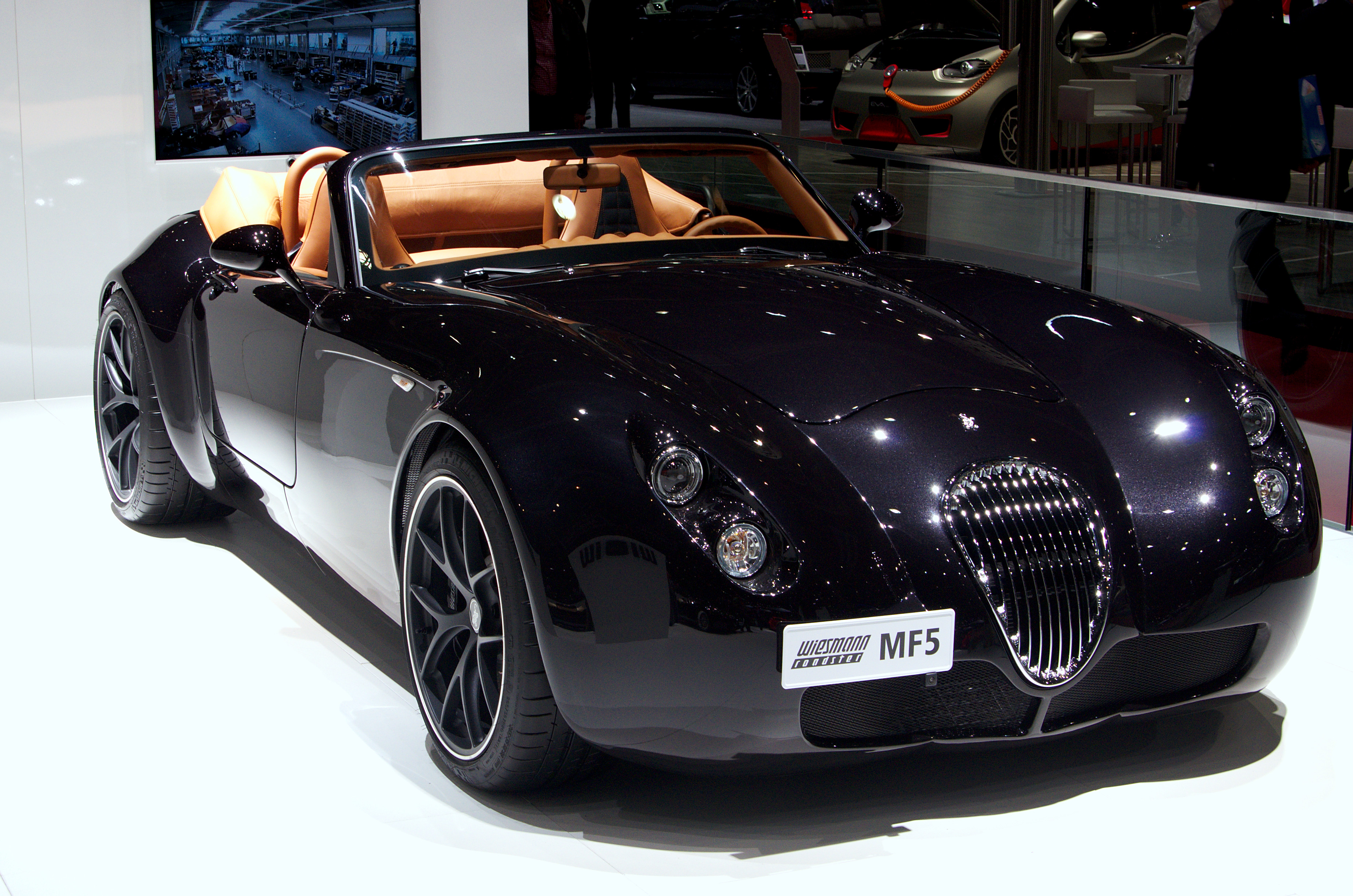
Wiesmann MF5, Genfer Salon 2013

Der Roadster MF5 wurde im Herbst 2009  als „offener“ GT MF5 auf der IAA präsentiert. Zu Beginn der Produktion gab es eine „limitierte“ Auflage, die auf dem legendären BMW-5-Liter-V10-Triebwerk (S85) aus dem M5 (E60) und M6 (E63) aufbaute, bevor es 2011 durch den leistungsstärkeren V8-Twinturbo-Motor (N63) ersetzt wurde, nachdem BMW die Produktion eingestellt hatte. Ursprünglich waren 55 Einheiten der V10-Version geplant, wovon schließlich 43 gebaut wurden.
Von 2011 bis 2013 entstanden 63 weitere Exemplare mit dem vom BMW X5 M und BMW X6 M bekannten V8-Twinturbo-Motor (N63) mit einem Hubraum von 4,4 Litern und einer Nennleistung 408 kW (555 PS). Für die Beschleunigung von 0 auf 100 km/h benötigt er 3,9 Sekunden.

### GT MF4-S

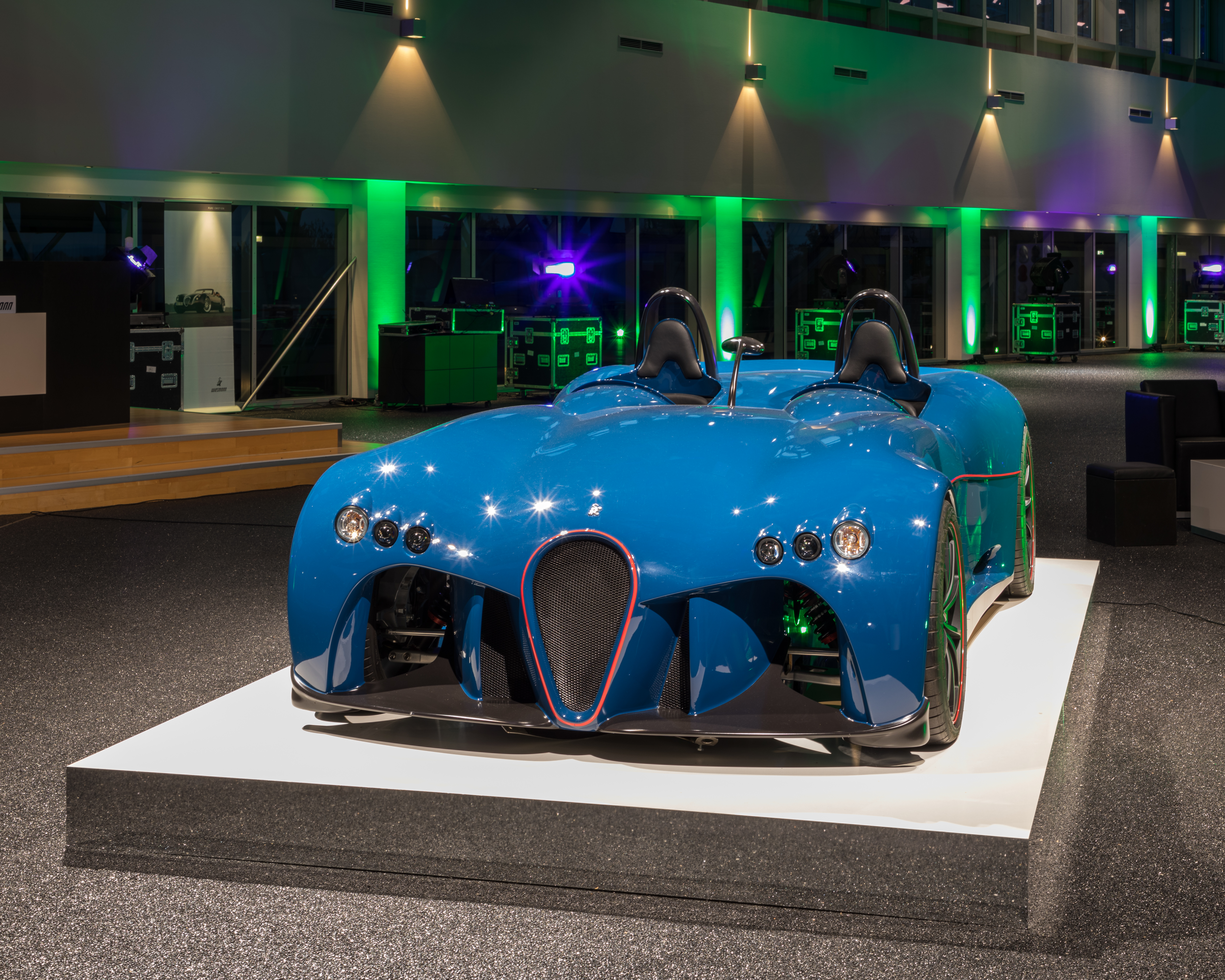
Designstudie Wiesmann Spyder im extra geleerten Dülmener Showroom

Ab 2010 gab es den GT MF4-S mit einem größeren Motor, der auch im BMW M3 und im Roadster MF4-S eingesetzt wurde. Er hat 420 PS und einen Hubraum von 3999 cm³. Für die Beschleunigung von 0 auf 100 km/h benötigt der Wagen 4,4 Sekunden. Außerdem unterscheidet er sich im Außendesign: Die Blinker an der Front sind nun in das Abblendlicht integriert, an der Front hat er eine Spoilerlippe und am Heck einen ausfahrbaren Flügel. In Kombination mit dem S-Motor gibt es ein 7-Gang-Doppelkupplungsgetriebe (DKG). Der GT MF4-S wiegt 1310 kg und ist damit 75 kg leichter als der GT MF4. Bei der zum 25-jährigen Firmenjubiläum 2013 angebotenen Clupsport-Version wurde ein Dach aus Kohlenstofffaserverstärktem Kunststoff (Carbon) eingesetzt. Mit anderen Maßnahmen wie leichteren Rädern und Sitzen aus glasfaserverstärktem Kunststoff wurde ein Leergewicht von 1320 kg erreicht. Die Anzahl dieses Modells war auf 25 Stück limitiert, die bis 2013 gebaut wurden.

### Designstudie Spyder
Auf dem Genfer Auto-Salon 2011 präsentierte Wiesmann die Designstudie des Wiesmann Spyder. Er wird von einem 309 kW (420 PS) starken Motor aus dem BMW M3 angetrieben. Das Fahrzeug soll in weniger als vier Sekunden auf 100 km/h beschleunigen und eine Höchstgeschwindigkeit von 290 km/h erreichen. Wiesman war erstmals in Genf vertreten, um die „Marktfähigkeit“ des Spyders zu testen, hätte eine Produktion aber auch bei positiven Reaktionen nicht vor 2012 begonnen.